# نخستین دیدار بامدادی
| بررسی انتقادی | بررسی انتقادی |
| منبع          | رتبه‌بندی      |
| ------------- | ------------- |
| آل‌میوزیک      | [ ۱ ]         |

نخستین دیدار بامدادی (به انگلیسی: Scattering Stars Like Dust) نام یک آلبوم موسیقی با آهنگسازی کیهان کلهر می‌باشد. در این اثر کیهان کلهر نوازنده کمانچه و پژمان حدادی نوازنده تنبک است. این آلبوم در سال ۱۳۷۵ ضبط شد و ابتدا در خارج از ایران پخش شد.
مانند بسیاری از آثار موسیقی اصیل ایرانی، این آلبوم نیز یک اثر بداهه‌نوازی است و بر پایه تعداد زیادی موتیف کوچک و ملودیک شکل گرفته است. برخی کسر میزان‌های نامعمول در آلبوم، از موسیقی کردی گرفته شده است.

## فهرست آهنگ‌ها
| شماره | نام                                                             | مدت   |
| ----- | --------------------------------------------------------------- | ----- |
| ۱.    | «سوار در صبح»                                                   | ۱۰:۵۱ |
| ۲.    | «بداهه‌نوازی براساس گوشه‌های درآمد، نغمه، زنگ شتر، مخالف، منصوری» | ۲۴:۲۶ |
| ۳.    | «نخستین دیدار بامدادی»                                          | ۱۲:۰۲ |